# 海丰县工农革命军团队部
海丰县工农革命军团队部，位于中国广东省汕尾市海丰县城南门湖边，为海丰县的一个县级文物保护单位，类型为近现代重要史迹及代表性建筑，公布时间为1963年。
海丰县工农革命军团队部的历史年代为1928年。

## 建筑
主楼双层，楼板为杉木板加铺花砖。前廊仿西式建筑，面宽五间21.2米，进深11.7米。总面积1577平方米，建筑面积630平方米。

## 历史
原址为粤军师长陈少岳的南湖别墅。
1925年2月28日，国民革命军第一次东征到达海丰时，周恩来和东征军总政治部驻扎于此。
1927年苏维埃政权时期，从各区乡赤卫队中选拔一千多人组成“海丰工农革命军”，团队部设于这里。
现址为海丰县科委使用。